# صف اجرا
در رایانه‌های مدرن، فرایندهای بسیاری به صورت همزمان اجرا می‌شوند. فرایندهای فعال در آرایه‌ای به نام صف اجرا (به انگلیسی: run queue) یا صف آماده قرار داده می‌شوند. صف اجرا ممکن است حاوی اطلاعات مربوط به اولویت فرایندها باشد که زمان‌بند می‌تواند از این اولویت‌ها استفاده کرده و پروسه بعدی که قرار است اجرا شود را مشخص کند. برای اطمینان از اینکه هر فرایند سهم عادلانه‌ای از منابع دارد، هر کدام برای یک مدت زمان مشخصی (که برش زمانی یا کوانتم نامیده می‌شود) اجرا شده و سپس متوقف می‌شود و مجدداً در صف اجرا قرار می‌گیرد. وقتی که برنامه‌ای متوقف می‌شود تا برنامه دیگری اجرا شود، زمان‌بند برنامه‌ای را انتخاب می‌کند که بالاترین اولویت را نسبت به بقیه دارد. اولویت هر برنامه بر اساس فاکتورهای مختلفی مشخص می‌شود. مثلاً زمان اجرا، زمان انتظار در صف، نوبت فرایندها و ...
وقتی که پروسه‌ها می‌خواهد به خواب بروند، یا منتظر هستند تا منابع در دسترسشان قرار گیرد، یا اجرای آنها تمام می‌شود، از صف اجرا حذف می‌شوند.